# Long Island (Zatoka Frobishera)
Long Island – niezamieszkana wyspa w Zatoce Frobishera, w Archipelagu Arktycznym, w regionie Qikiqtaaluk, na terytorium Nunavut, w Kanadzie. Jest położona w bliskim sąsiedztwie miasta Iqaluit. W pobliżu Long Island położone są wyspy: Cairn Island, Mair Island, McLaren Island, Monument Island, Qarsau Island.